# Bom Jesus da Lapa (tiểu vùng)
Bom Jesus da Lapa là một tiểu vùng thuộc bang Bahia, Brasil. Tiều vùng này có diện tích 15703 km², dân số năm 2007 là 159693 người.